# تيدي رينو
تيدي رينو (بالإيطالية: Teddy Reno)‏ هو مغني وممثل إيطالي، ولد في 11 يوليو 1926 في إيطاليا.

## وصلات خارجية
- تيدي رينو على موقع IMDb (الإنجليزية)
- تيدي رينو على موقع ميوزك برينز (الإنجليزية)
- تيدي رينو على موقع ميوزك برينز (الإنجليزية)
- تيدي رينو على موقع أول موفي (الإنجليزية)
- تيدي رينو على موقع أول ميوزيك (الإنجليزية)
- تيدي رينو على موقع ديسكوغز (الإنجليزية)
- تيدي رينو على موقع ديسكوغز (الإنجليزية)
- تيدي رينو على موقع قاعدة بيانات الفيلم (الإنجليزية)
- تيدي رينو على موقع كينوبويسك (الروسية)